# Турья (Краснопольский район)
Турья (укр. Тур'я) — село, Турьянский сельский совет,
Краснопольский район, Сумская область, Украина.
Код КОАТУУ — 5922387001. Население по переписи 2001 года составляло 454 человека.
Является административным центром Турьянского сельского совета, в который, кроме того, входят сёла
Марьино,
Проходы и посёлок
Миропольское.

## Географическое положение
Село Турья находится у истоков реки Грязный,
ниже по течению на расстоянии в 4 км расположено село Графовка (Белгородская область).
На расстоянии в 2,5 расположены сёла Марьино и Проходы.

## Экономика
- Молочно-товарная ферма.
- «Терьянское», ООО.
- «Пролисок», сельхозпредприятие.

## Объекты социальной сферы
- Детский сад.
- Школа І-ІІ ст.

## Люди, связанные с селом
- Кириченко Пётр Антонович (1917, село Турья — 2007) — Герой Советского Союза.